# Beringin Jaya (Kikim Selatan)
Beringin Jaya is een bestuurslaag in het regentschap Lahat van de provincie Zuid-Sumatra, Indonesië. Beringin Jaya telt 979 inwoners (volkstelling 2010).